# Haus Graven
Haus Graven ist eine Wasserburg im Langenfelder Stadtteil Wiescheid. Sie wurde vermutlich um 1300 als Nachfolgebau der ca. 800 Meter nördlich gelegenen „Motte Schwanenmühle“ errichtet.

## Beschreibung
Haus Graven ist ein U-förmiger Bruchsteinbau, der an drei Seiten von breiten Wassergräben umgeben ist. Bei dem erhaltenen Gebäude handelt es sich um die im 17. Jahrhundert – möglicherweise nach Schäden durch den Dreißigjährigen Krieg – neu erbaute oder wieder aufgebaute Vorburg, an deren Ecken Vierecktürme mit Pyramidendächern hervortreten. Ein auf 1656 datiertes Allianzwappen über dem Portal verweist auf die Familien von Velbrück und von den Reven: Der damalige Besitzer, Konrad Gumprecht von Aldenbrück gen. Velbrück, hatte 1647 Maria Agnes von den Reven geheiratet. Die Hauptburg, das Herrenhaus, stand einst in südöstlicher Richtung vom Eingangstor aus gesehen; es wurde 1790 vermutlich wegen Baufälligkeit niedergelegt.

## Geschichte
In einem Personennamen wurde „Graven“ 1326 zum ersten Mal urkundlich erwähnt: Ein Knappe Adolf vam Graven tritt als Zeuge bei einem Vertrag auf. Als Ortsbezeichnung erscheint Graven erstmals in einer Urkunde von 1341, mit der Adolf vamme Graven dem Kölner Erzbischof Walram von Jülich eine Jahresrente aus seiner Mühle zum Graven im Kirchspiel Richrath zum Lehen macht. Die Wasserburg selbst war kein Lehen.
Im 15. und 16. Jahrhundert scheinen die Familien Zedlis (Zedels, Tzedeles) und Stael (Stail) Haus Graven besessen zu haben, ohne dass die Besitzverhältnisse im Einzelnen zu klären sind. Ab Mitte des 16. Jahrhunderts gehörte die Wasserburg den Herren von Overheid, die sie 1592 an Rutger von dem Bottlenberg gen. Kessel verkauften. Als dessen Sohn und Erbe Johann Friedrich 1643 kinderlos starb, beerbte ihn sein Neffe Konrad Gumprecht von Aldenbrück gen. Velbrück (1624–1672).
Vier Generationen später, als die Velbrücks im Mannesstamm erloschen waren, heiratete 1769 eine Velbrück-Tochter den Freiherrn Gerhard Johann Wilhelm von Mirbach-Harff, der dadurch 1786 in den Besitz von Haus Graven gelangte. Die Anlage blieb fast 200 Jahre im Eigentum der (seit 1840) Grafen von Mirbach-Harff, bis sie 1974 an den Innenarchitekten Ewald Kröner verkauft wurde, der darin Atelier und Werkstatt für seine Teppichmanufaktur einrichtete.
1994 bis 1996 wurde die Burg von einem neuen Besitzer zwecks Nutzung zu Wohnzwecken vollständig restauriert. Als der Eigentümer verstarb, stand die Burg einige Jahre leer. Ende 2010 wurde sie für zehn Jahre von der Stadt Langenfeld angemietet, um sie als Museum und Veranstaltungsort zu nutzen. Zugleich sollte die Anlage damit erstmals (auch innen) der Öffentlichkeit zugänglich gemacht werden. Die Stadt Langenfeld hatte den Betrieb der Anlage für die Dauer der Mietzeit auf den Förderverein Wasserburg Haus Graven e. V. übertragen.
Nach intensiven Verhandlungen mit der Eigentümerin konnte die Stadt Langenfeld die Wasserburg im September 2020 käuflich erwerben. Eine „Stiftung Wasserburg Haus Graven gGmbH“ wurde gegründet, deren Ziel es ist, die historische Burganlage dauerhaft der Öffentlichkeit zugänglich zu machen, sie durch kulturelle Veranstaltungen sowie als Bildungsstätte für den Umwelt- und Klimaschutz zu beleben und den Denkmalschutz zu pflegen. Der bereits 2009 gegründete gemeinnützige Förderverein „Wasserburg Haus Graven e. V.“ wird die Burg auf der Grundlage eines mit der Stadt abgeschlossenen Nutzungsvertrages weiterhin mit vielfältigen Veranstaltungen kulturell nutzen. In einem Turmzimmer hat der Verein eine Dauerausstellung zur Geschichte von Haus Graven eingerichtet. Das ab 2021 ebenfalls in der Burg beheimatete Umweltbildungs- und Klimaschutzzentrum der Stadt Langenfeld ist in das Gesamtkonzept für Haus Graven eingebunden und bietet einen außerschulischen, naturnahen Lernort mit abwechslungsreichen Bildungsangeboten.